# ام‌گه ۳۴

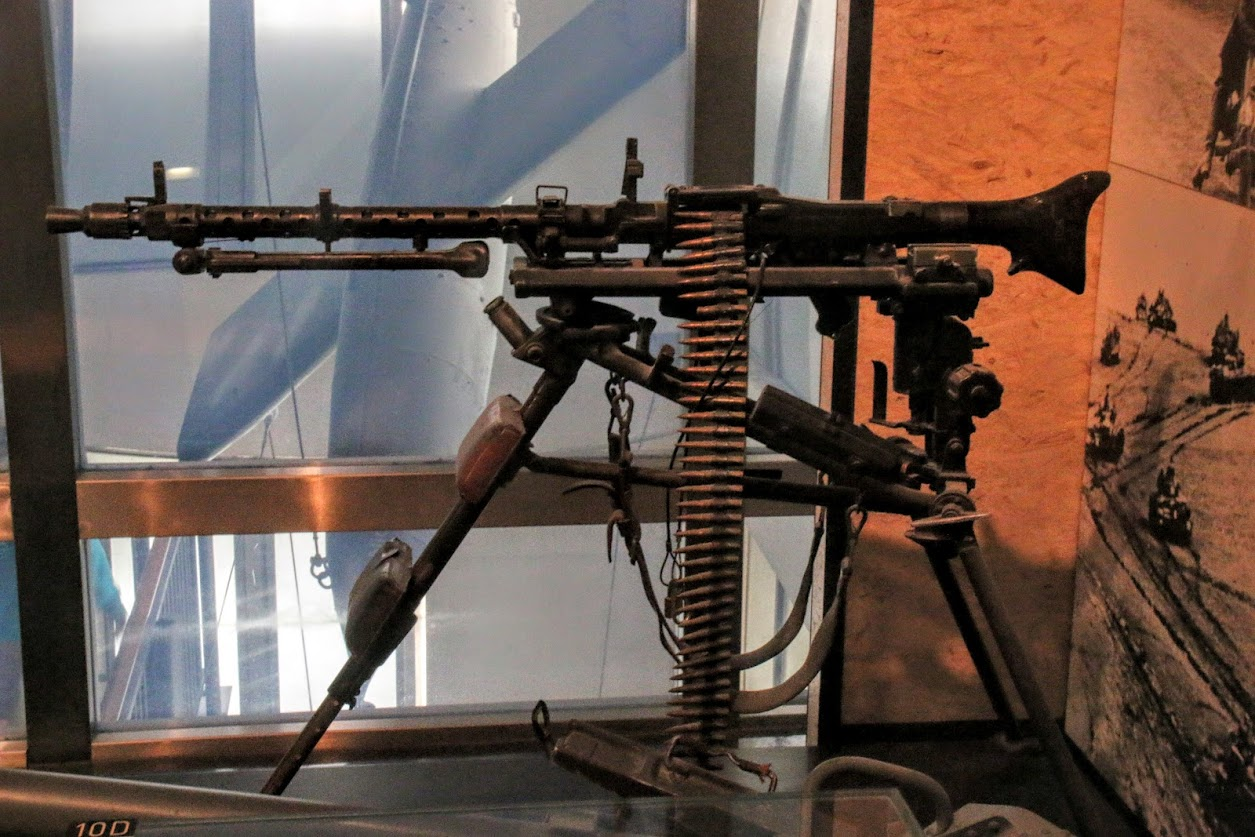
ام‌ژ ۳۴

ام‌ژ ۳۴ (به آلمانی: MG 34) یک مسلسل چندمنظوره خنک‌شونده با هوا ساخت آلمانی است که برای نخستین بار در سال ۱۹۲۹ آزمایش و در سال ۱۹۳۴ معرفی شد و از سال ۱۹۳۶ برای یگان‌های ورماخت مورد استفاده قرار گرفت. ام‌ژ ۳۴ مفهوم کاملاً جدیدی در تسلیحات خودکار مطرح ساخت و عموماً خود به عنوان نخستین مسلسل چندمنظوره جهان شناخته می‌شود. با این وجود، طراحی آن برای تولید انبوه نسبتاً پیچیده بود؛ از این رو مسلسل ارزان‌تر و ساده‌تر ام‌ژ ۴۲ نیز در کنار آن طراحی شد. هر دو مسلسل تا پایان جنگ جهانی دوم تولید شدند و به خدمت ادامه دادند.

## پیشینه

### جنگ جهانی اول
مسلسل در جنگ جهانی اول جایگاه ویژه‌ای بین تسلیحات نوین برای خود باز کرد. در این جنگ، مسلسل، پس از توپخانه، مؤثرترین ابزار برای سرکوب و فرسایش دشمن بود. ام‌ژ ۰۸، مسلسل اصلی آلمانی‌ها بین سال‌های ۱۹۱۴ تا ۱۹۱۷ بود که از مسلسل ماکسیم الگو گرفته بود. این مسلسل قدرتمند با آب خنک می‌شد و لگدی کوتاه داشت و می‌توانست از نوار فشنگ‌های ۲۵۰ تایی، با نرخ آتش قابل‌اتکای ۳۰۰ تا ۴۵۰ گلوله بر دقیقه، فشنگ‌های ۵۷×۷٫۹۲ م‌م شلیک کند. ام‌ژ ۰۸ در اصل در زمره مسلسل سنگین جای می‌گرفت. خود مسلسل به تنهایی، با محفظه پر از آب، ۲۶ کیلوگرم وزن داشت؛ از این رو صرفاً مناسب جایگاه‌های ثابت و اجرای نقش آتش پایدار بود و نمی‌شد تحرک در میدان نبرد از آن انتظار داشت.
این مسئله فقط مربوط به آلمانی‌ها نبود. برای بهبود کار ایده نو مسلسل سبک مطرح شد. بر این مبنا توان آتش مسلسل می‌بایست به راحتی با هجوم نیروها پیش می‌رفت و برای تأمین آتش پشتیبانی تاکتیکی بین مواضع جابه‌جا می‌شد. آلمانی‌ها به جای کار بر روی یک طراحی کاملاً جدید، بر آن شدند ایده مسلسل سبک را بر مبنای همان ام‌ژ ۰۸ پیاده کنند. زرادخانه شپانداو در میانه جنگ مسلسل ام‌ژ ۱۵/۰۸ را تولید کرد که همان ام‌ژ ۰۸ با دوپایه، دسته پیستولی و قنداق شانه بود. این نمونه که به تعداد زیادی تولید شد، پیشرفت قابل‌ملاحظه‌ای در جهت دستیابی به یک مسلسل سبک واقعی به‌ویژه در زمینه کاربرد تاکتیکی بود؛ با این وجود همچنان با وزن ۲۱ کیلوگرم، بسیار سنگین بود. آلمانی‌ها اواخر جنگ ام‌ژ ۱۸/۰۸ را نیز به صورت خنک‌شونده با هوا تولید کردند که البته فقط یک کیلوگرم سبک‌تر بود.
علی‌رغم تمام این تلاش‌ها، آلمان جنگ جهانی اول را صرفاً با نمونه‌های اصلاح‌شده‌ای از مسلسل سنگین برای به عنوان سلاح اصلی پشتیبانی پیاده‌نظام، به پایان رساند. به هر حال همین تلاش‌ها با وجود این که محدودیت‌هایی که شرایط جنگی امکان تحقق عملی آن را نداد، بستر را برای مفهوم دیگری تحت عنوان مسلسل متوسط فراهم کرد.

### دوره بین دو جنگ
پیمان ورسای پس از جنگ جهانی اول، محدودیت‌های شدیدی بر نیروهای مسلح آلمان از جمله در تولید و ذخیره مسلسل‌ها اعمال کرد. رایشسور صرفاً می‌توانست مجموعاً حدود ۲٬۰۰۰ مسلسل متوسط و سنگین داشته باشد. با این وجود آلمان از همان ابتدا در تلاش برای دور زدن این محدودیت‌ها بود. با وجود این که فقط یک شرکت در این کشور اجازه داشت مسلسل تولید کند، آلمان از طریق همکاری با کشورهای دیگر یا تأسیس و تملک شرکت‌های وابسته در آن‌ها، کار توسعه و تولید مخفیانه مسلسل را در دهه ۱۹۳۰ ادامه داد. موضوع طراحی یک مسلسل چندمنظوره مجدداً احیا و وارد مرحله جدیدی شد. شرکت درایزه در این جهت مسلسل موسوم به «گِرِت ۱۳آ» (Gerät 13a) را تولید کرد که خنک‌شونده با هوا بود و دوپایه و یک لوله باریک تهویه‌دار داشت. این مسلسل با یک خشاب ۲۵ فشنگی قابلمه‌ای از بالا تغذیه می‌شد. درایزه در ادامه کارِ توسعه، مسلسل ام‌ژ ۱۳، نخستین مسلسل رسمی آلمان پس از جنگ جهانی اول، را تولید کرد که شباهت زیادی به گرت ۱۳آ داشت اما خشاب ۲۵ تایی جعبه منحنی می‌خورد و امکان نصب آن بر دوپایه یا استفاده به عنوان ضدهوایی بر سه‌پایه وجود داشت. در این مسلسل قابلیت تغییر نواخت آتش با جابه‌جا کردن ماشه تعبیه شده بود. شرکت سوئیسی وافن‌فابریک سولوتورن، تحت مالکیت شرکت آلمانی راین‌متال، در پیگیری، مسلسل ام‌ژ ۳۰اس را با لگد کوتاه و سازوکار ماشه ام‌ژ ۱۳ ولی فرایند تعویض لوله ساده‌تر، طراحی کرد. نرخ آتش این مسلسل ۸۰۰ تیر بر دقیقه بود.

## طراحی و استفاده

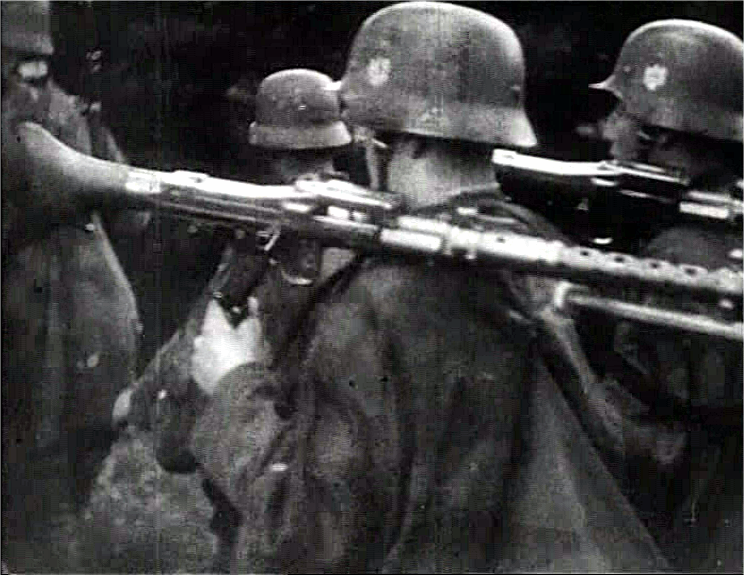
پیاده‌نظام آلمانی مجهز به MG 34 که در جریان تهاجم به لهستان به راه افتادند.

با توجه به این که اسناد مرتبط در جریان جنگ جهانی دوم از بین رفتنه‌اند، کاملاً مشخص نیست ام‌ژ ۳۴ دقیقاً در چه مسیر و مراحلی طراحی شده است. نوشته‌های لوئیس اشتانژ، مخترع و فعال صنعتی آلمانی این دوره، یکی از بهترین منابع باقی مانده در این باره است. به نقل از نوشته‌های سال ۱۹۴۱ او، وزارت رایش سال ۱۹۳۲ به چند شرکت از جمله راین‌متال سفارش طراحی یک مسلسل چندمنظوره را صادر کرد. سلاح جدید می‌بایست قابلیت استفاده در تمامی وظایف مشخص‌شده برای یک مسلسل سنگین، مسلسل سبک، مسلسل جان‌پناه زرهی و مسلسل ضدهوایی را می‌داشت. مشخصات مورد درخواست شامل وزن سبک، استفاده ساده، لوله زود عوض‌شو و قابلیت شلیک تک‌تیر به‌علاوه دو نواخت آهسته و تند، بود. هیرس‌وافن‌آمت کار هماهنگی بین صنایع تسلیحاتی آلمان برای دستیابی به این هدف را انجام می‌داد.
ام‌ژ ۳۴ برای جایگزینی مسلسل قدیمی‌تر دوره جنگ جهانی اول ام‌ژ ۰۸/۱۵ طراحی شد. این مسلسل با لگد فشار گاز بارگذاری مجدد و با هوا خنک می‌شد.
ابزار نشانه‌گیری برای فواصل ۲۰۰ تا ۲۰۰۰ قابل تنظیم بود. از دو بایه تاشو در جلوی مسلسل برای بردهای دور و متوسط و در مرکز آن با چرخش بیشتر برای برد کوتاه استفاده می‌شد. امکان شلیک تک‌تیر و رگبار وجود داشت؛ البته برای حفظ نشانه‌گیری بر هدف، رگبار به صورت شلیک‌های سریع متوالی سه‌تیر یا شش‌تار امکان‌پذیر بود. تغذیه مهمات با نوار فشنگ ۵۰ تایی یا خشاب استوانه‌ای ۵۰ تایی صورت می‌گرفت. ام‌ژ ۳۴ از فشنگ ۷٫۹۲×۵۷ میلی‌متر ماوزر استفاده می‌کرد. در کارابینر ۹۸کا، تفنگ گلنگدنی و سلاح سازمانی نیروی زمینی آلمان نیز از همین فشنگ استفاده می‌شد. از این رو فشنگ‌ها در صورت نیاز بین این دو سلاح قابل معاوضه بود.
در رزم متحرک تیربارچی نخست معمولاً به صورت دراز کش تیراندازی می‌کرد. زمانی که شرایط ایجاب می‌نمود امکان تیراندازی ایستاده یا از روی شانه تیربارچی دوم که دو بایه را محکم نگاه می‌داشت، نیز وجود داشت. با نصب بر روی سه‌پایه تلسکوپی (سه‌پایه هوایی) و استفاده از ابزار نشانه‌گیری سراسرنما از ام‌ژ ۳۴ به عنوان سلاح ضدهوایی نیز استفاده می‌شد. البته شلیک از روی شانه تیربارچی دوم به سمت هواگردهای متخاصم ارتفاع‌کم سریع‌تر و ساده‌تر بود.
ام‌ژ ۳۴ نقاط ضعف خود را داشت. پس از تیراندازی لوله مسلسل به سرعت خیلی داغ می‌شد و لازم بود تعویض شود. تعویض لوله می‌بایست با احتیاط انجام می‌شد تا موجب سوختگی دست نشود. در این حال استفاده از دستکش و چنگک فلزی در ساعات شب طبیعتاً بسیار دشوار بود. علاوه بر این، ام‌ژ ۳۴ نسبت به گردوغبار، شن و برف بسیار حساس بود.
پیاده‌نظام آلمان در جنگ جهانی دوم نخستین و تنها نیروی نظامی زمان بود که با استفاده از ام‌ژ ۳۴ از مسلسل یگانه‌ای داشت. به‌کارگیری آن در نقش مسلسل سبک و همچنین مسلسل سنگین امکان‌پذیر بود. برای استفاده مؤثر به عنوان مسلسل سنگین می‌بایست بدون دوپایه، بر روی یک محافظ نصب می‌گردید. با محکم قرار گرفتن روی یک محافظِ چرخان و دارای فنر، ضربات لگد جذب می‌شد و برد آتش به شکل قابل ملاحظه‌ای افزایش می‌یافت. بدین شکل آتش ممتد روی اهداف دور حفظ می‌شد؛ درحالی‌که مسلسل سبک تنها می‌توانست شلیک کوتاه بر آن‌ها داشته باشد.
علاوه بر تیراندازی مستقیم، امکان تیراندازی غیرمستقیم با ام‌ژ ۳۴ نیز وجود داشت. در این گونه تیراندازی با هدف‌گیری اهدافی در فاصله بسیار دور به کمک ابزار نشانه‌گیری تلسکوپی، گلوله با طی کردن خط سِیری منحفی از بالای سر نیروی خودی می‌گذشت و بر هدف فرود می‌آمد. نقطه اوج منحفی سِیر در برد ۱۲۰۰ متری به ۸٫۵ متر و در برد ۲۰۰۰ متری به ۴۲ می‌رسید. به هر صورت آتش مسلسل نمی‌توانست در فاصله‌ای کمتر از ۲۰۰ تا ۳۰۰ متری جلوی نیروی خودی فرود بیاید.